# Bernardo Kocubej
Bernardo Kocubej (Lutsk,Ucrânia 1907 - São Paulo, 1980) foi um empresário e imigrante, fundador da fábrica Invictus, criadora do primeiro aparelho de televisão produzido no Brasil.

## História
Em 1935, Bernardo Kocubej, já trabalhava na Byington, montando kits importados de rádio. Alguns anos depois deixou a empresa e passou a fazer chassis para rádios. Em 1943, tendo fundado a Invictus, já montava rádios completos, à base de 15.000 aparelhos por mês.
Em 1951, em um projeto considerado por muitos inviável, Kocubej fabricava o primeiro televisor brasileiro, com a marca Invictus. Desde a inauguração do primeiro canal de TV no Brasil, em 18 de setembro de 1950, a TV-Tupi Difusora de São Paulo, pelas mãos de Assis Chateaubriand, os aparelhos eram importados, sendo somente no ano seguinte produzidos no País.